# Cratere Boethius (Luna)
Boethius è un cratere lunare di 11,17 km situato nella parte nord-orientale della faccia visibile della Luna.
Il cratere è dedicato al filosofo romano Severino Boezio.